# Krvavice
Krvavica (čurka) je naziv za kuhanu kobasicu napravljenu od krvi, iznutrica i ostalih dodataka. U Međimurju i nekim drugim krajevima krvavica se naziva čurka i poslužuje pečena.
Krvavice prema propisima smiju sadržavati do 20 % krvi, iznutrice, svinjsko i goveđe meso, masno tkivo, čvarke do 10 %, kožice do 15 %, bujon, te do 20 % kruha, ječmene kaše, prosa, heljde ili kukuruznog brašna, te do 2% obranog mlijeka u prahu ili natrijev kazeinata ili drugog emulgatora. Nadjev se puni u svinjska tanka ili debela crijeva, odnosno umjetne ovitke. Uz mogućnost iskorištenja inače manje vrijednih dijelova zaklanih životinja, moguće je upotrijebiti i različite dodatke ovisno o navikama potrošača.
Krvavice su kobasice koje se prave širom svijeta i nose različite nazive u zavisnosti od mjesta proizvodnje. Neki od naziva za ovu kobasicu su sljedeći: blodpølse (Norveška i Danska), boudin noir (Francuska), blood sausage (Engleska), tongeworst (Nizozemska), zwarte pens ili beuling (Belgija), blóðmör (Island), morcela i chouriço de sangue (Portugal), morcilla (Španjolska i Južna Amerika), (véres/májas) hurka (Mađarska), krvavica (Bosna i Hercegovina, Bugarska, Hrvatska, Srbija, Slovenija), sângerete (Rumunjska), prieta (Čile), rellena ili moronga (Meksiko), dồi (Vijetnam), ragati (Nepal), kaszanka (Poljska), i dr.